# منتجع بالمز كازينو
منتجع بالمز كازينو (بالإنجليزية: Palms Casino Resort)‏ هو فندق وكازينو يقع بالقرب من لاس فيغاس ستريب في بارادايس، نيفادا، الولايات المتحدة.